# Jay Kelly
Jay Kelly is een toekomstige Amerikaans-Britse komische dramafilm, geregisseerd, mede geschreven en geproduceerd door Noah Baumbach. De film heeft een ensemblecast met onder anderen George Clooney, Adam Sandler, Laura Dern en Billy Crudup.

## Verhaal
De beroemde filmacteur Jay Kelly (George Clooney) en zijn oude vriend en manager Ron (Adam Sandler) herontdekken hun jeugdige geest tijdens een chaotisch weekendreünie. De hilarische ongelukken en aangrijpende momenten die ze meemaken, dwingen hen om eindelijk volwassen te worden.

## Rolverdeling
| Acteur          | Personage             |
| --------------- | --------------------- |
| George Clooney  | Jay Kelly             |
| Adam Sandler    | Ron, Jays manager     |
| Laura Dern      | Liz, Jays publicist   |
| Billy Crudup    | Jays vriend en acteur |
| Riley Keough    | Jays oudste dochter   |
| Grace Edwards   | Jays jongste dochter  |
| Stacy Keach     | Jays vader            |
| Jim Broadbent   | regisseur             |
| Patrick Wilson  |                       |
| Eve Hewson      |                       |
| Greta Gerwig    | Rons vrouw            |
| Alba Rohrwacher |                       |
| Josh Hamilton   |                       |
| Lenny Henry     |                       |
| Emily Mortimer  |                       |
| Nicôle Lecky    |                       |
| Thaddea Graham  |                       |
| Isla Fisher     |                       |

## Productie
In december 2023 werd aangekondigd dat Noah Baumbach zijn voor volgende project een deal had opgezet met Netflix, met George Clooney en Adam Sandler in de hoofdrollen. Baumbach schreef het scenario samen met Emily Mortimer, terwijl Amy Pascal en David Heyman als producenten optraden via hun respectievelijke labels Pascal Pictures en Heyday Films. Vanaf maart 2024 voegden zich nog een aantal acteurs bij de cast.

### Filmopnames
De filmopnames gingen in maart 2024 van start, er werd gefilmd in New York, Londen en Toscane. De Zweedse cameraman Linus Sandgren filmde het project op 35mm-film. Het was zijn eerste samenwerking met Baumbach.

## Filmmuziek
De filmmuziek werd gecomponeerd door Nicholas Britell.

## Release
Jay Kelly zal op 28 augustus 2025 in première gaan op het Filmfestival van Venetië in de competitie voor de Gouden Leeuw. De film zal op 14 november 2025 een beperkte release hebben in de Amerikaanse bioscopen voordat hij op 5 december op Netflix verschijnt.

## Prijzen en nominaties
De belangrijkste:
| Jaar | Prijs                    | Categorie    | Genomineerde(n) | Uitslag       |
| ---- | ------------------------ | ------------ | --------------- | ------------- |
| 2025 | Filmfestival van Venetië | Gouden Leeuw | Noah Baumbach   | In afwachting |